# Guardialfiera-tó
A Guardialfiera-tó (olaszul Lago di Guardialfiera) egy mesterséges tó Olaszország Molise régiójában, Guardialfiera és Casacalenda községek területén. Az 1960-as évek során duzzasztották fel a Biferno folyó völgyében villamosenergia termelése céljából. Megépítésekor egy római kori híd is a víz alá került.